# ヒガシ逢ウサカ
ヒガシ逢ウサカ（ヒガシオウサカ）は、かつて吉本興業（大阪本社）に所属していたお笑いコンビ。2010年4月15日結成、2020年10月4日解散。NSC大阪校33期生。主によしもと漫才劇場で活動していた。

## メンバー
高見 雄登（たかみ ゆうと、1984年9月16日 - ）（40歳）
- ツッコミ担当
- 血液型B型、身長177.2cm、体重67.4kg。眼鏡。
- 大阪府東大阪市出身。関西大学法学部卒業。
- リクルートの代理店で広告営業をやっていたが、売上成績が悪すぎたため自主退職に追いやられた[2]。
- 梅田ロフトでアルバイトをしていた時、月1回ぐらい「社員にならないか」と誘われていた[2]。
- ボーイスカウトをやっていた経験があり、山登りやキャンプが得意[2]。
- 大学時代、フィリピンのBASECOというスラム街で、家づくりのボランティアをしていた[2]。
- 佐々木彩夏（ももいろクローバーZ）が大好き[2]。
- 平井まさあき（男性ブランコ）、松井正平（にんげんっていいな）、下川一とルームシェアをしていた。
- 奥田修二（ガクテンソク）を同じツッコミとして尊敬している。
- 座右の銘は、「なんか食べていき」(お婆ちゃんの言葉より)
- 解散後は「高見」と改名しピン芸人として活動していたが、2021年8月26日、NSC32期の黒木すずと「スーズ」を結成したことをSNSで発表した。
- 非TikTokerとして活動している。

今井 将人（いまい まさと、1987年4月6日 - ）（38歳） 
- ボケ担当
- 血液型A型、身長172cm、体重63kg。坊主頭。
- 滋賀県大津市出身。岐阜経済大学卒業。
- 弟がNSC大阪校30期出身だった[2]。
- 高校保健体育と商業科目の教員免許を持っている[2]。
- 春菊、パセリ、三つ葉などが好き[2]。
- 中学高校時代は野球部に所属、キャプテンだったが8番で右翼手という目立たないポジションにいた。
- 真べぇ（ダブルアート）・らぶおじさん（元・絶対アイシテルズ）・THIS IS 岡下（THIS IS パン）・ケツ（ニッポンの社長）とルームシェアをしていた。
- 解散後はピン芸人に転身し、「今井らいぱち」に改名。芸名の名付け親は盛山晋太郎（見取り図）で、今井が高校時代に野球部で目立たない8番・右翼手（ライト）だったことから「雑魚なイメージでちょうどいい」という理由で決まった[3]。
- 解散から約3か月後、「オールザッツ漫才2020」で和牛・川西賢志郎のモノマネを取り入れたネタで優勝を果たした。
- R-1グランプリ2021で準々決勝[4]に、2022[5]・2024[6]・2025[7]で準決勝に進出している。
- 2021年7月25日、4年ほど通い続けていた居酒屋の店員である一般女性と7月7日に結婚したことを発表した[8][9]。最初に報告したのは親しくしている先輩の河井ゆずる（アインシュタイン）で、婚姻届の証人も河井に依頼した。
- 2021年に同期のkento fukayaとコンビ「らいken」を結成し、M-1グランプリで2021、2022年に3回戦に進出[10]。2023年には同じく同期のらぶおじさん（元・絶対アイシテルズ）を加えたトリオ「らぶらいken」を結成し、M-1グランプリで準々決勝に進出した[11]。
- 2024年春より、大阪のよしもと漫才劇場を卒業し、活動拠点を東京に移している[12]。

## 芸風・エピソード
- 高見が東大阪市出身、今井が滋賀県大津市の「逢坂」出身で、コンビ名は2つの地名を掛け合わせたもの。
- 今井の強烈なキャラクターを活かしたコントを主に演じる。
- 漫才では高見がサイコパスキャラを演じてボケに回ることがある。漫才時の立ち位置は今井が向かって左、高見が向かって右。
- ラブホテルでネタ合わせをしていた[2]。
- 2人ともタバコが大好きで巨乳好きでもある。

## 賞レース成績

### M-1グランプリ
| 年（回）         | 結果         | エントリー No. | 会場                         | 日時     | 備考 |
| ---------------- | ------------ | -------------- | ---------------------------- | -------- | ---- |
| 2015年（第11回） | 準々決勝進出 | 1098           | 【大阪】なんばグランド花月   | 10月27日 |      |
| 2016年（第12回） | 2回戦進出    | 916            | 【大阪】大丸心斎橋劇場       | 10月3日  |      |
| 2017年（第13回） | 準々決勝進出 | 3490           | 【大阪】メルパルクホール大阪 | 11月2日  |      |
| 2018年（第14回） | 準々決勝進出 | 2192           | 【大阪】なんばグランド花月   | 11月5日  |      |
| 2019年（第15回） | 準々決勝進出 | 1695           | 【大阪】なんばグランド花月   | 11月18日 |      |

- キングオブコント2014 準決勝進出
- NHK上方漫才コンテスト2018 決勝進出
- ABCお笑いグランプリ2016、2018、2019 最終予選進出
- ネタパレNew Yearグランプリ2019 優勝

## 出演

### テレビ
- せやねん!（毎日放送、2011年2月12日）
- あなたが主役 50ボイス（NHK総合 、2011年5月27日）
- 爆裂バラエティー シャバダバの空に（関西テレビ、2011年8月1日、今井のみ）
- 笑い飯・千鳥の舌舌舌舌（サンテレビ、2013年3月26日）
- ギョクセキっ!（関西テレビ、2013年10月7日）
- もってる!? モテるくん（読売テレビ、2013年10月19日、今井のみ、2014年4月5日 - 9月6日、2015年3月27日）
- 笑い飯のおもしろテレビ（サンテレビ、2013年11月5日・19日・26日、2015年4月7日）
- ごぶごぶ（毎日放送、2013年11月5日、2014年6月24日）
- オールザッツ漫才2013（毎日放送、2013年12月29日、今井のみ）
- あさパラ!（読売テレビ、2014年1月18日）
- 漫才維新2013-14 ytv漫才新人賞選考会ROUND3（読売テレビ、2014年1月30日）
- 〜完全アウェイで笑いをとれ〜 新生5upいきなりオンステージ!（読売テレビ、2014年3月13日）
- ぽじポジたまご（KBS京都テレビ、2014年4月24日）
- ロケみつ 〜フライデー〜（毎日放送、2014年5月9日）
- 東西オールスター対抗! 爆笑! よしもと大運動会 走って踊って大感動! SP（関西テレビ、2014年6月28日）
- 漫才維新2014-15 ytv漫才新人賞選考会 ROUND1（読売テレビ、2014年8月7日）
- ちゃちゃ入れマンデー（関西テレビ、2014年8月11日・10月20日、2015年1月26日）
- OSHIOKI芸人 〜決定的ニガイカオ選手権〜（読売テレビ、2014年8月14日）
- 〜あなたの日常に“笑い”をお届け!〜 デリ芸（関西テレビ、2014年12月9日）
- オサレもん（フジテレビ、2014年12月9日・16日）
- 漫才維新2014-15 ytv漫才新人賞選考会ROUND3（読売テレビ、2015年2月17日）
- メッセンジャー&なるみの大阪ワイドショー（毎日放送、2015年2月26日、今井のみ）
- ものまねグランプリ〜成るか世代交代!炎の下克上スペシャル!〜（日本テレビ、2015年5月19日、今井のみ）
- わらたまドッカ〜ン（NHK Eテレ、2018年2月19日）
- ネタパレ（フジテレビ、2018年12月7日）
- チャリンジャーZ（テレビ大阪、2021年9月5日 - 9月26日） - 今井のみ[14]

### ラジオ
- 笑い飯の金曜お楽しみアワー（MBSラジオ、2013年2月1日 - 3月1日・7月12日・2014年1月24日）
- ラジオよしもと むっちゃ元気スーパー!（ラジオ大阪、2013年3月19日）
- サタデーちゃお’S（FMちゃお、2013年7月6日）
- MBSラジオ演芸第2回ヤングスネーク杯（MBSラジオ、2013年8月19日）
- ヒガシ逢ウサカのアリオへ行っチャオ!!（FMちゃお、2013年10月5日 - 2015年7月4日）
- 里見まさとのおおきに!サタデー（ラジオ大阪、2013年12月7日、高見のみ）
- MBSラジオ演芸第3回ヤングスネーク杯（MBSラジオ、2014年7月21日）
- 男性ブランコのアップ!アップ!レーディオ!（FM aiai、2015年2月14日）
- 俺達かまいたち（ABCラジオ、2015年2月14日）
- ますます!ハイヒール（MBSラジオ、2015年2月21日）
- よしもとラジオ高校〜らじこー（FM OSAKA、2015年5月4日、高見のみ）
- 上泉雄一のええなぁ!（MBSラジオ、2015年5月28日・6月11日）
- ヒガシ逢ウサカのガチャガチャラジオ!（FMちゃお、2015年7月11日 - 2018年12月29日）

## 単独ライブ
2013年
- 9月5日 - 「ヒガシ逢ウサカの30分」（5upよしもと/大阪）
- 10月20日 - 「ヒガシ逢ウサカの30分」（5upよしもと/大阪）
- 11月16日 - 「ヒガシ逢ウサカの30分」（5upよしもと/大阪）

2014年
- 1月27日 - 「ヒガシ逢ウサカの30分 〜2014 ヒガ-1グランプリ〜」（5upよしもと/大阪）
- 2月6日 - 「ヒガシの大爆笑」（5upよしもと/大阪）
- 4月8日 - 「爆笑戦隊ヒガレンジャー」（5upよしもと/大阪）
- 8月13日 - 「ひがしそうめん」（5upよしもと/大阪）
- 11月7日 - 「ヒガシ逢ウタム」（5upよしもと/大阪）

2015年
- 6月15日 - 「デモシ逢エタラ」（道頓堀ZAZA HOUSE/大阪）
- 7月26日 - 「デモシ逢エタラ2」（道頓堀ZAZA HOUSE/大阪）
- 10月1日 - 「ヒガシ漫ンザイ」（道頓堀ZAZA POCKET’S/大阪）

2016年
- 3月31日 - 「ヒガシの空」（道頓堀ZAZA HOUSE/大阪）
- 4月21日 - 「ヒガシの桜」（道頓堀ZAZA HOUSE/大阪）
- 5月31日 - 「ヒガシの茶」（道頓堀ZAZA HOUSE/大阪）
- 9月29日 - 「ヒガシ漫ンザイ」（道頓堀ZAZA POCKET’S/大阪）

2017年
- 5月31日 - 「ヒガたん」（よしもと漫才劇場/大阪）
- 12月16日 - 「ガシガシヒガシ」（道頓堀ZAZA POCKET’S/大阪）

2020年
- 1月19日 - 「ヒガシのド根性単独」  (よしもと漫才劇場/大阪)
- 2月21日 - 「ヒガシのド根性単独2」 (よしもと漫才劇場/大阪)

## 出囃子
- 真心ブラザーズ「うきうき」
- 布袋寅泰「ロシアンルーレット」
- トゥー・チー・チェン「シークレットカクレンジャー」